# Championnats d'Europe de gymnastique aérobic 2007
Navigation
Édition précédente Édition suivante
Les championnats d'Europe de gymnastique aérobic 2007, cinquième édition des championnats d'Europe de gymnastique aérobic, ont eu lieu du 21 au 25 novembre 2007 à Szombathely, en Hongrie.